# Bayerisches Automobilwerk

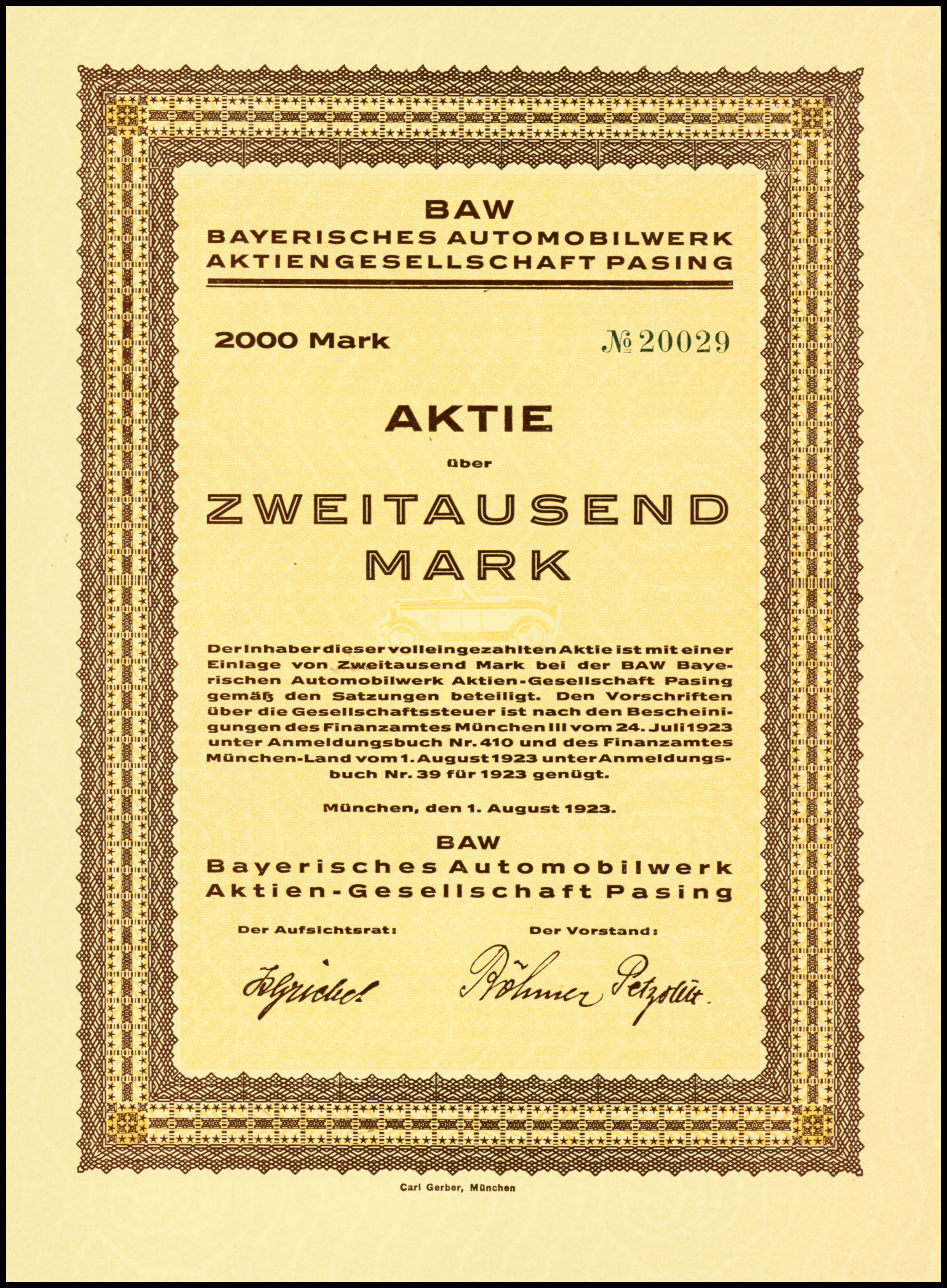
Aktie über 2000 Mark der Bayerisches Automobilwerk AG vom 1. August 1923

Bayerisches Automobilwerk AG war ein deutscher Automobilhersteller. In der Literatur wird die Firma auch als Bayrisches Automobilwerk AG bezeichnet.

## Unternehmensgeschichte
Das Unternehmen wurde 1923 zur Automobilproduktion gegründet. Dazu wurde das Automobilwerk Walter Schuricht übernommen. Der Markenname lautete B. A. W. Unternehmenssitz war die Landsberger Straße 70 in Pasing bei München. 1924 endete die Produktion.

## Fahrzeuge
Das Unternehmen stellte Kleinwagen her. Zur Wahl standen zunächst der 4/12 PS und der 5/15 PS, der später zum 5/18 PS weiter entwickelt wurde. Bei den Motoren handelte es sich um wassergekühlte Vierzylindermotoren. Die Wagen waren mit einem automatischen Vierganggetriebe ausgestattet. Im Angebot standen offene Drei- und Viersitzer sowie Lieferwagen.